# Брусенцево
Брусе́нцево (рос. Брусенцево) — село у складі Усть-Пристанського району Алтайського краю, Росія. Адміністративний центр Брусенцевської сільської ради.

## Населення
Населення — 648 осіб (2010; 867 у 2002).
Національний склад (станом на 2002 рік):
- росіяни — 94 %